# Opelika
Opelika és una població del Comtat de Lee a l'estat d'Alabama (Estats Units d'Amèrica.

## Demografia
Segons el cens del 2000, Opelika tenia 23.498 habitants, 9.200 habitatges, i 6.357 famílies. La densitat de població era de 171,9 habitants/km².
Dels 9.200 habitatges en un 34,4% hi vivien nens de menys de 18 anys, en un 45,2% hi vivien parelles casades, en un 20,2% dones solteres, i en un 30,9% no eren unitats familiars. En el 26,5% dels habitatges hi vivien persones soles el 9,3% de les quals corresponia a persones de 65 anys o més que vivien soles. El nombre mitjà de persones vivint en cada habitatge era de 2,49 i el nombre mitjà de persones que vivien en cada família era de 3,02.
Per edats la població es repartia de la següent manera: un 27,6% tenia menys de 18 anys, un 9% entre 18 i 24, un 29,8% entre 25 i 44, un 21,7% de 45 a 60 i un 11,8% 65 anys o més.
L'edat mediana era de 34 anys. Per cada 100 dones hi havia 87,6 homes. Per cada 100 dones de 18 o més anys hi havia 81,9 homes.
La renda mediana per habitatge era de 33.397 $ i la renda mediana per família de 43.200 $. Els homes tenien una renda mediana de 31.237 $ mentre que les dones 21.819 $. La renda per capita de la població era de 18.023 $. Aproximadament el 14,9% de les famílies i el 17,8% de la població estaven per davall del llindar de pobresa.

## Poblacions properes
El següent diagrama mostra les poblacions més properes.